# Mario Morosini
Mario Morosini (Roma, 1º febbraio 1963) è un ex calciatore ed ex giocatore di calcio a 5 italiano.

## Carriera
Nel calcio vanta una lunga carriera come libero con Tor Sapienza, Ostia Mare (con cui disputa due campionati di Serie C2 tra il 1989 e il 1991) e Ladispoli. Parallelamente gioca anche nella nazionale italiana di calcio a 5 con cui disputa 12 gare, senza reti. Con questa selezione ha partecipato al mondiale del 1989 in cui gli azzurri sono stati eliminati nel girone del secondo turno.

## Palmarès

### Calcio
- Campionato Interregionale: 1

Ostia Mare: 1988-1989